# Flassader
El flassader és un menestral que té com a ofici teixir flassades i vendre-les.

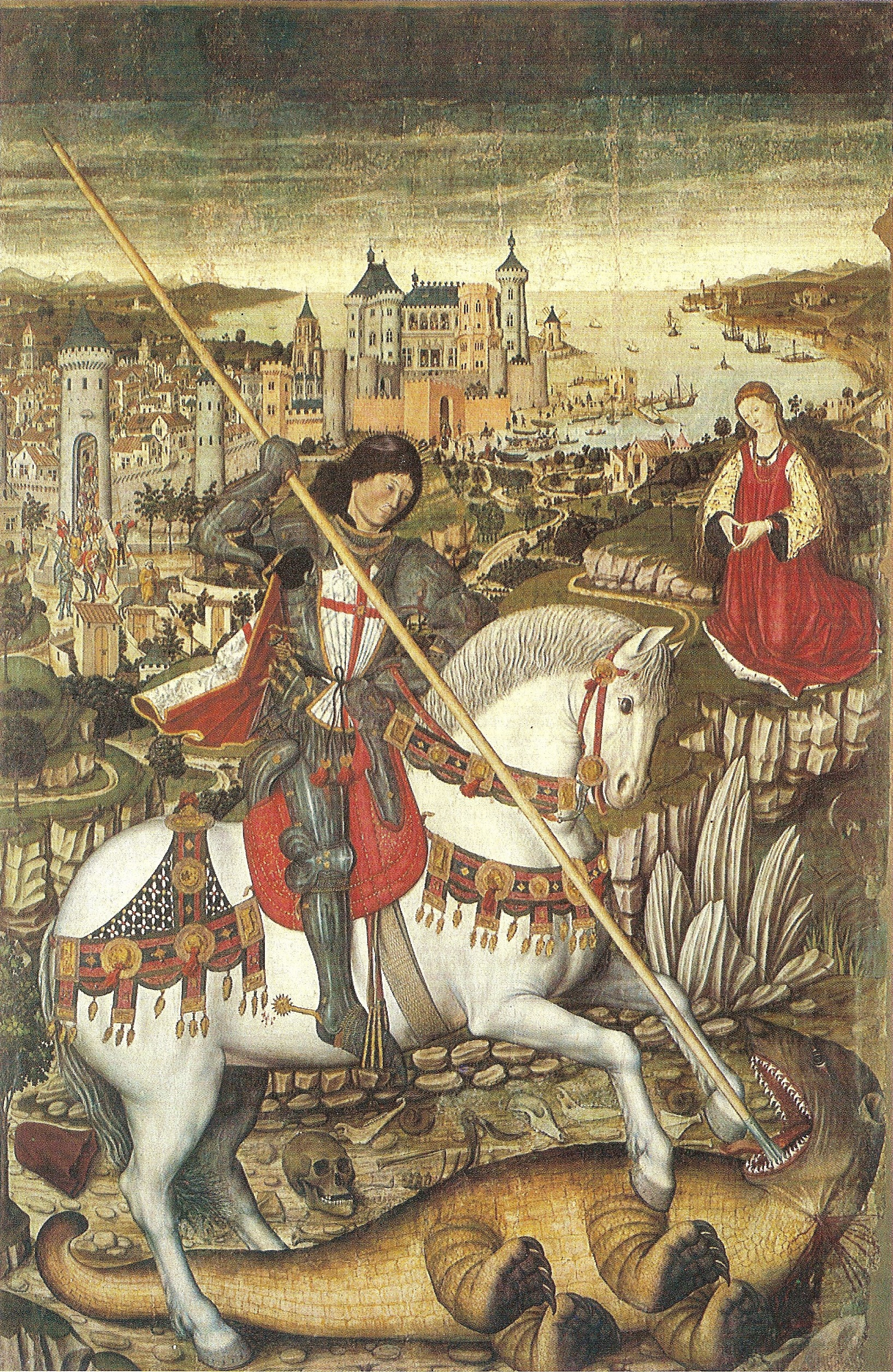
El Sant Jordi de Pere Niçard

A Mallorca, els flassaders formaren part del col·legi professional dels teixidors fins que, el 1395, fundaren el seu propi col·legi. El seu patró fou sant Jordi, venerat a l'església de Sant Antoniet de la Porta com a protector durant la Conquesta de Mallorca el segle xiii. Els flassaders foren els promotors del famós retaule de Sant Jordi (ca. 1460), de Pere Niçard i Rafel Mòger, amb una gran escena del sant matant el drac amb la ciutat de fons.
A Barcelona ja tenien una confraria pròpia l'any 1331; a mitjan segle xv, n'hi havia vuit, de flassaders.